# Dubowiec
Dubowiec, także Duboweć (ukr. Дубовець) – wieś na Ukrainie w rejonie żytomierskim obwodu żytomierskiego.